# James A. Lebenthal
James „Jim“ Avram Lebenthal (* 22. Juni 1928 in New York City; † 14. November 2014 ebenda) war ein US-amerikanischer Finanzspezialist und Buchautor. Als Filmproduzent und Drehbuchautor war er 1959 mit seinem einzigen Film T Is for Tumbleweed für den Oscar nominiert.

## Leben
Lebenthal schloss sein Studium 1949 an der Princeton University mit einem Bachelor of Arts ab und arbeitete danach unter anderem als Journalist für Life und NBC, in der Filmproduktion bei The Walt Disney Company sowie als Werbetexter für Ogilvy & Mather und Young & Rubicam.
Lebenthal war Produzent und Drehbuchautor des 1958 unter der Regie von Louis Clyde Stoumen entstandenen Kurzfilms T Is for Tumbleweed mit der damals fünfjährigen Kinderdarstellerin Anne Lockhart. Für diesen Film war er bei der Oscarverleihung 1959 für den Oscar für den besten Kurzfilm nominiert.
1963 trat er in die bis dahin von seiner Mutter Sayra Fischer Lebenthal geführte Lebenthal & Company ein, die vor allem mit Kommunalanleihen (municipal bonds) handelte. In den 1970er Jahren kreierte er für die Kommunalanleihen eine umfangreiche Marketingkampagne mit TV- und Radiospots, wobei ihm seine Kenntnisse aus den früheren Tätigkeiten bei Werbeagenturen zugutekamen. 1995 überließ er die Geschäftsführung seiner Tochter Alexandra Lebenthal. 2001 verkauften sie das Unternehmen an Advest, Inc. für 25 Mio. US-Dollar. 2006 zog er sich aus dem aktiven Geschäft bei Lebenthal & Company zurück, als die Muttergesellschaft Advest, Inc. an Merrill Lynch verkauft wurde. Im gleichen Jahr erschien sein erstes Sachbuch Confessions of a Municipal Bond Salesman. Zwei Jahre später gründete er gemeinsam mit seiner Tochter die Unternehmen Lebenthal & Co. LLC und Wealth and Family Office Management, Alexandra & James.
Für seine Arbeit im Finanzbereich wurde Lebenthal unter anderem von der National Federation of Municipal Analysts und der The Bond Market Association mit Preisen für sein Lebenswerk bedacht.

## Privatleben
Lebenthal war bis zu ihrem Tod mit Jacqueline Beymer Lebenthal (1930–2010) verheiratet. Aus der Ehe gingen die Töchter Claudia und Alexandra sowie der Sohn Jim hervor. Lebenthal starb am 14. November 2014 in einem Krankenhaus in Manhattan an den Folgen eines einen Tag zuvor erlittenen Herzinfarkts im Alter von 86 Jahren.

## Schriften
- mit Bernice Kanner: Confessions of a Municipal Bond Salesman. John Wiley & Sons, New York NY 2006, ISBN 0-471-77174-0.
- Lebenthal On Munis. Straight Talk About Tax-Free Municipal Bonds for the Troubled Investor Deciding „Yes… or No!“ Morgan James Publishing, Garden City NY 2009, ISBN 978-1-60037-656-6.